# Novocrania nysti
Novocrania nysti är en armfotingsart som först beskrevs av Davidson 1874.  Novocrania nysti ingår i släktet Novocrania och familjen Craniidae. Inga underarter finns listade i Catalogue of Life.